# Podhradí (okres Zlín)
Obec Podhradí se nachází v okrese Zlín ve Zlínském kraji. Žije zde 201 obyvatel.

## Historie
První písemná zmínka o obci pochází z roku 1563. V obci byla na podzim 2018 požehnána nově postavená dřevěná kaple.

## Pamětihodnosti
- Starý Světlov, zřícenina hradu
- zvonice
- tzv. turecký kříž

## Galerie

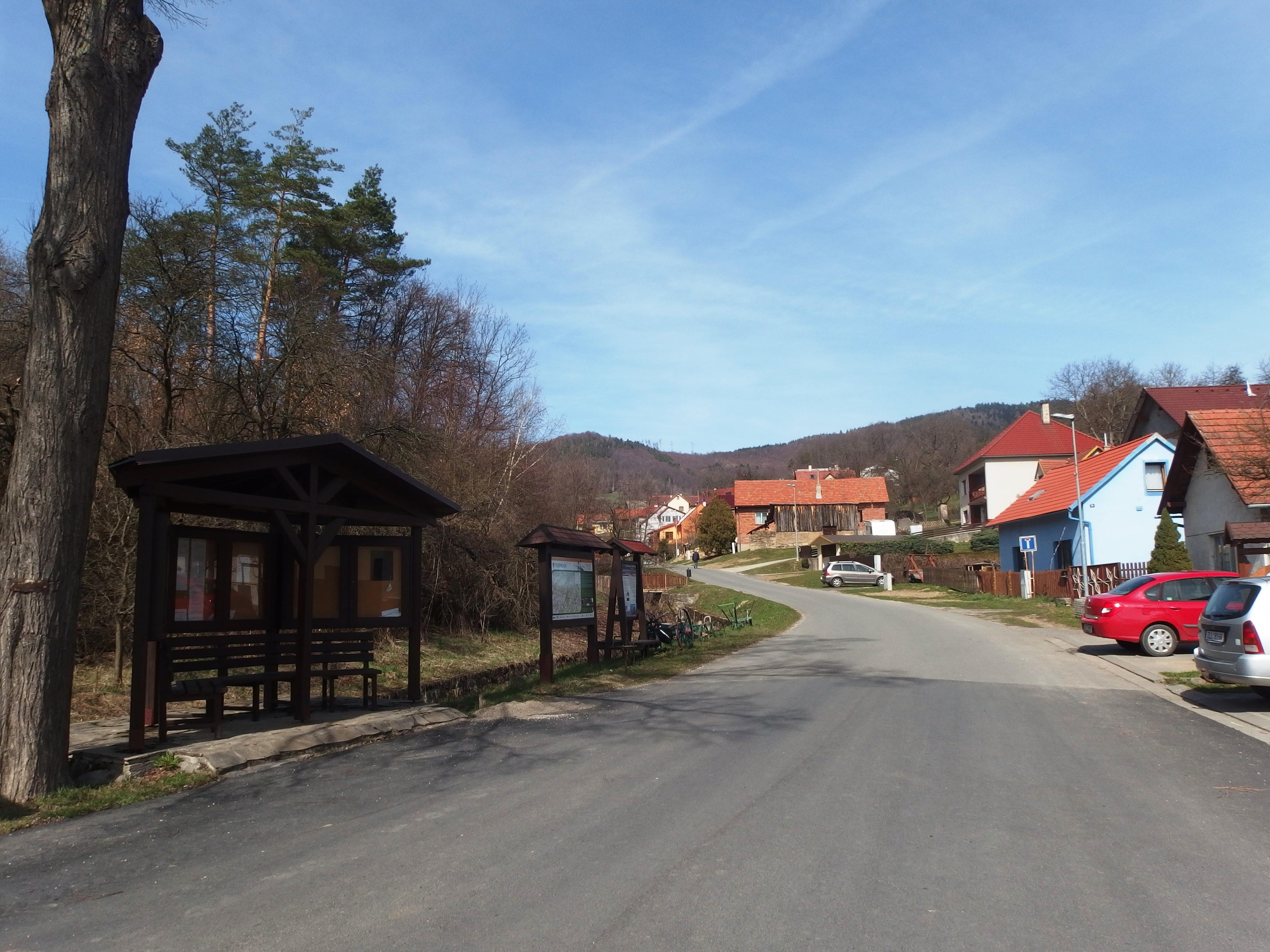
Hlavní ulice
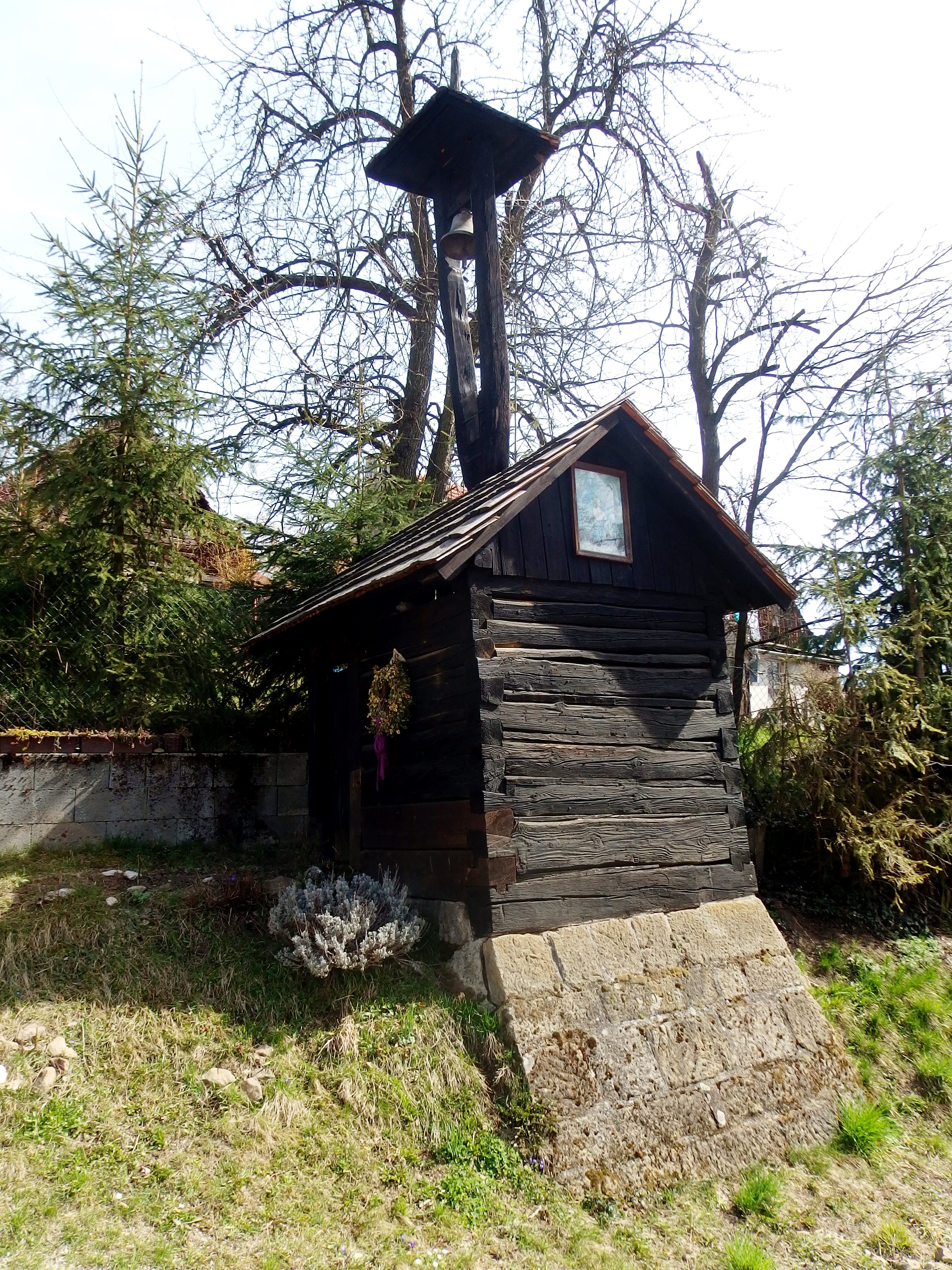
Památkově chráněná zvonice
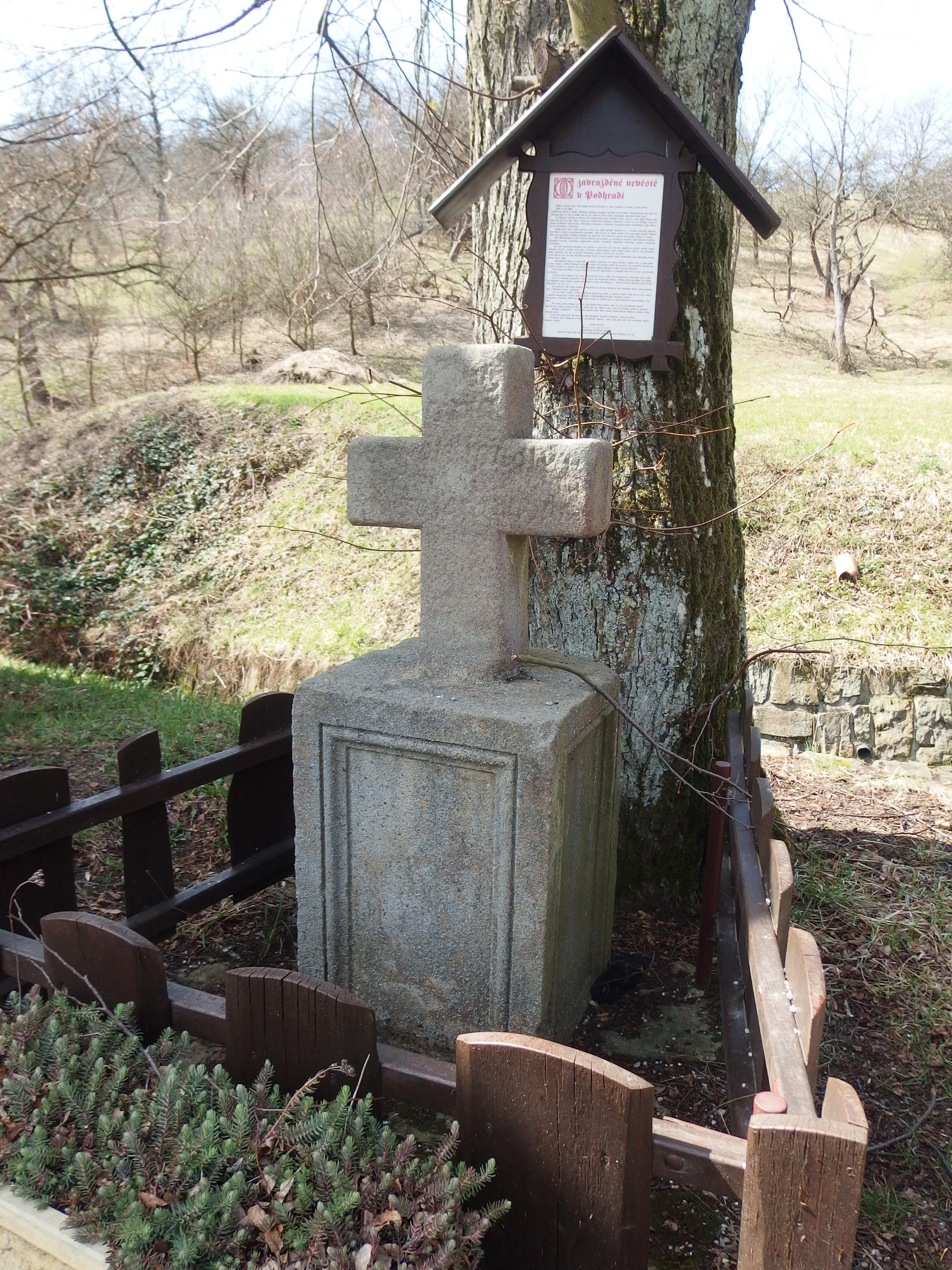
Tzv. turecký kříž
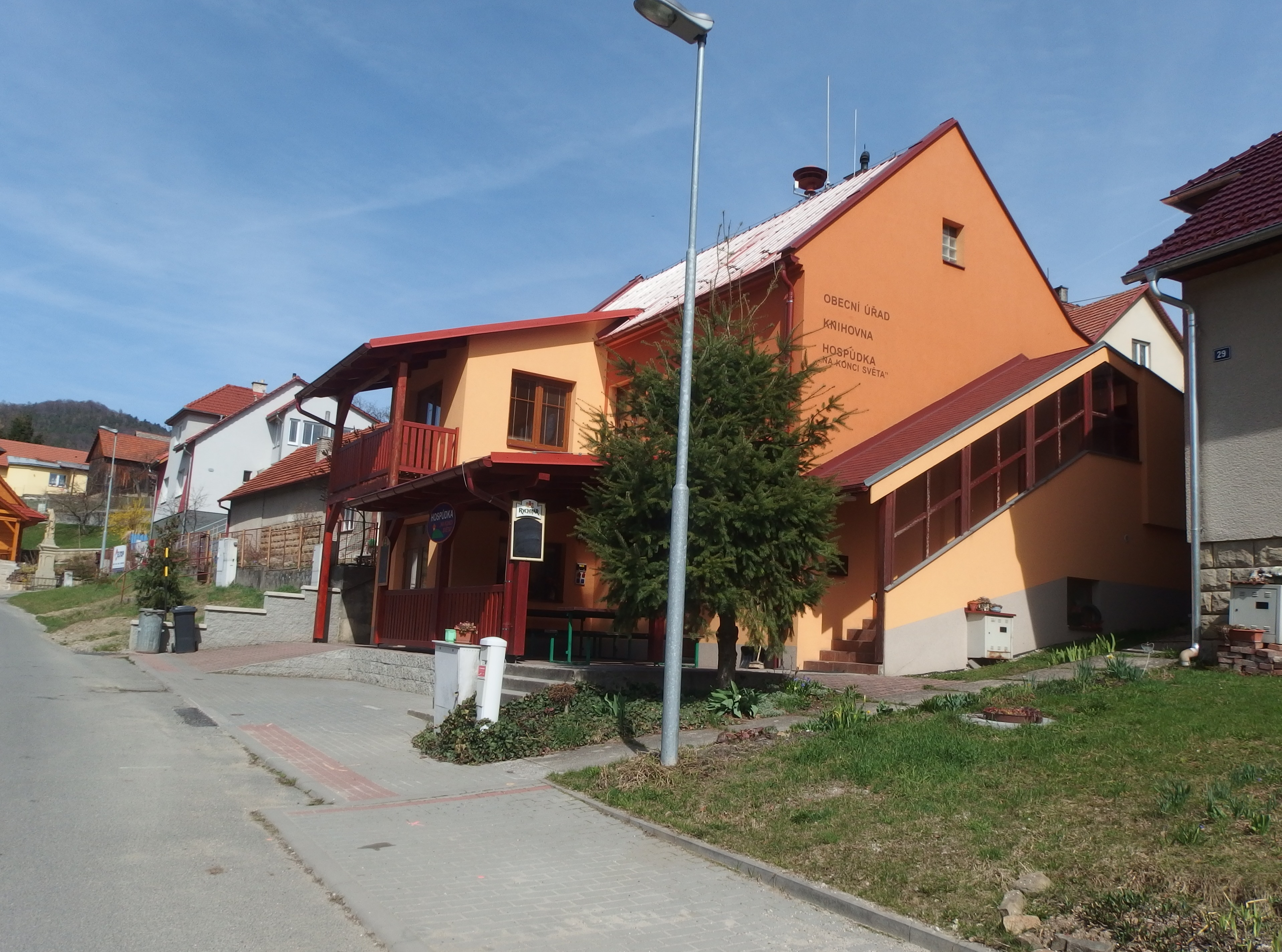
Obecní úřad
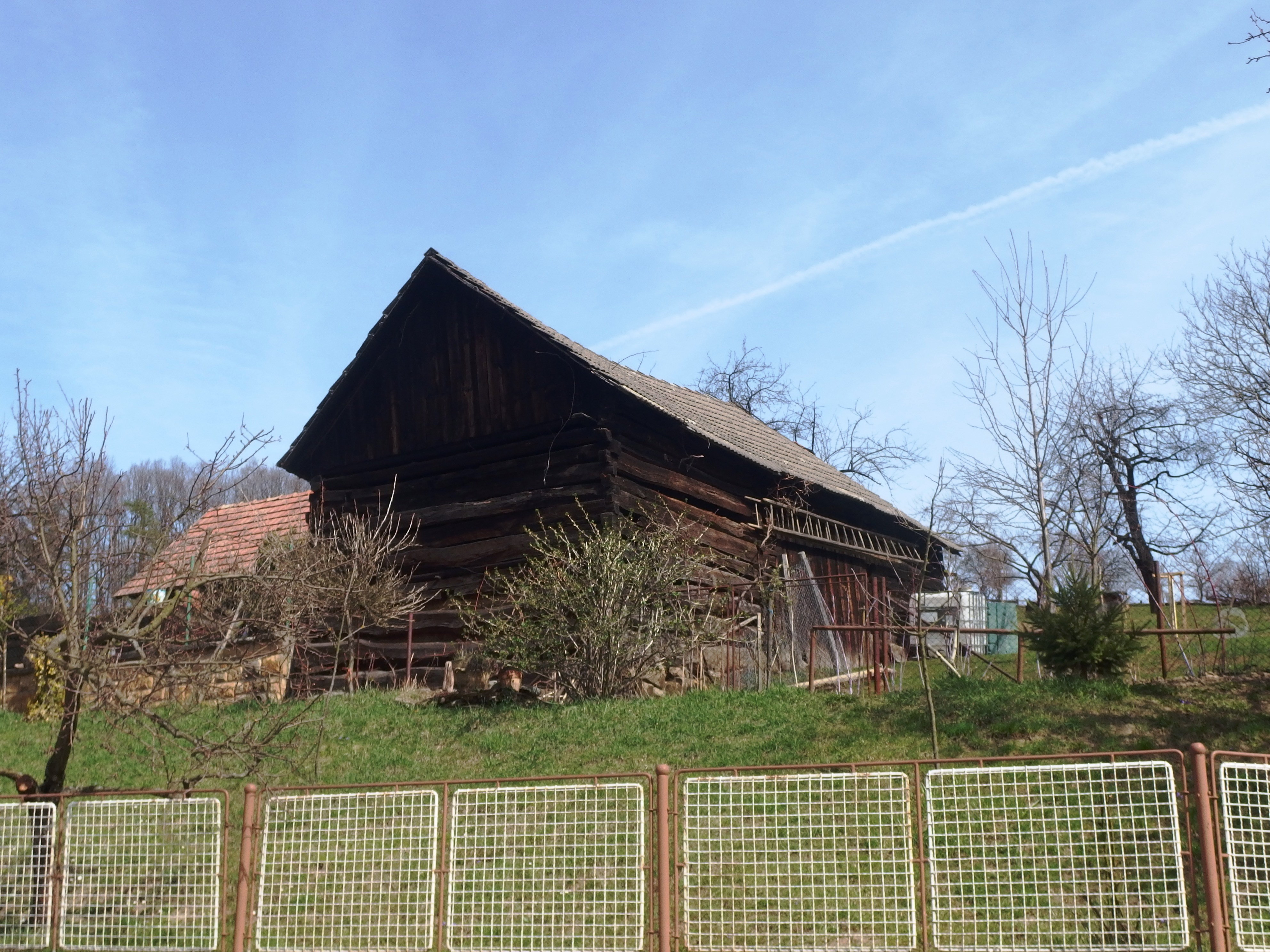
Jedna z dochovaných roubených stodol
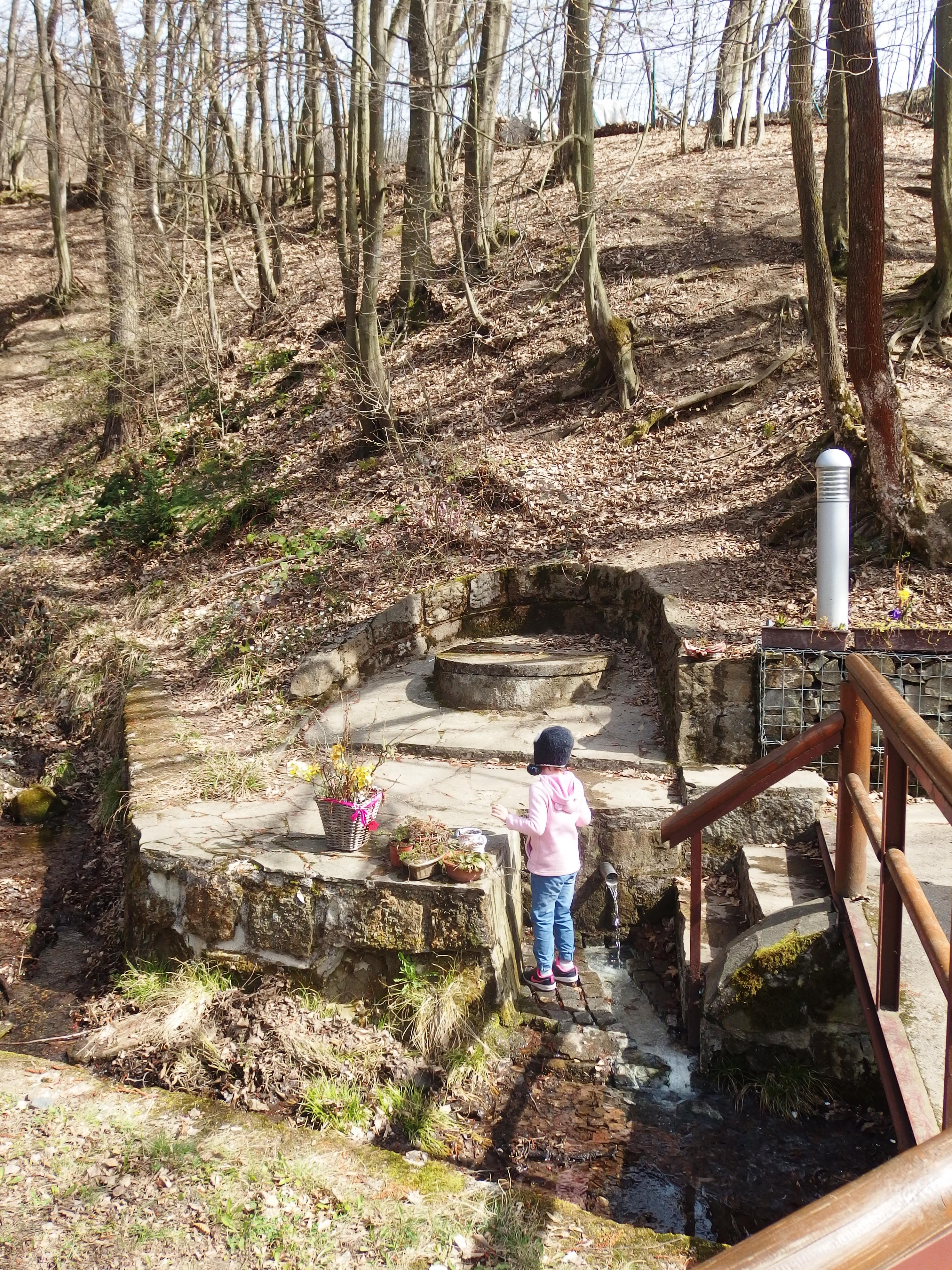
Sirný pramen Sirčena
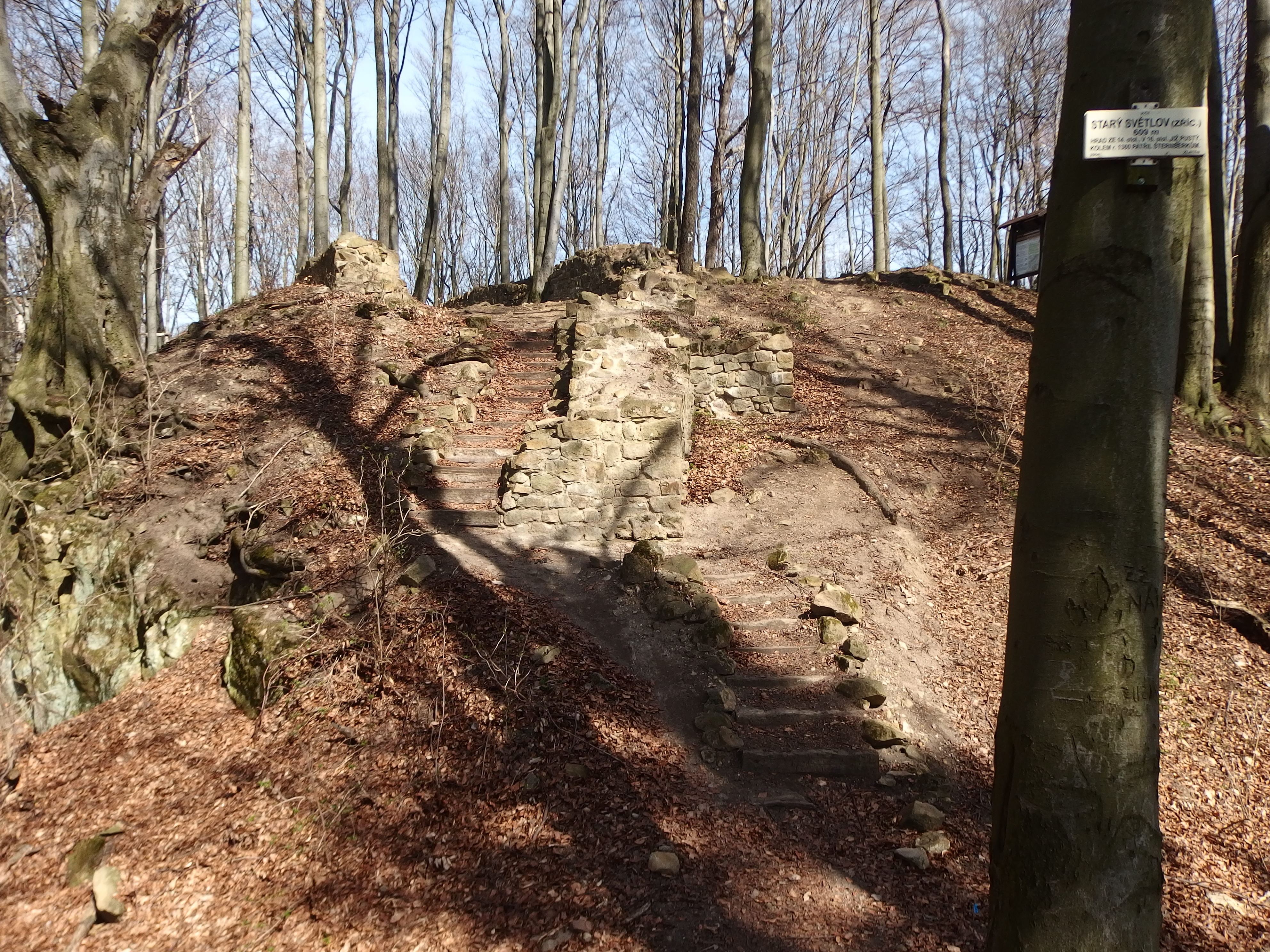
Zřicenina hradu Starý Světlov